# Tönissteiner Kreis
Der Tönissteiner Kreis e. V. ist ein überparteiliches Netzwerk auslandserfahrener Entscheidungsträger und Young Professionals aus Wissenschaft, öffentlicher Verwaltung, Wirtschaft, Verbänden und Politik. Politischer Dialog sowie die Förderung der nächsten Generation für internationale Aufgaben sind Kernanliegen des gemeinnützigen Vereins. Der Tönissteiner Kreis versteht sich als Dialog- und Projektforum für gesellschaftsrelevante Themen und gemeinnütziges Engagement.

## Ziel
Das Ziel ist, „die Förderung der Bildung, insbesondere des akademischen Nachwuchses zur Vorbereitung auf Aufgaben in internationalen Tätigkeitsbereichen, der Wissenschaft und der Völkerverständigung.“

## Geschichte
Der Tönissteiner Kreis wurde im Jahre 1958 von den Spitzenverbänden der deutschen Wirtschaft BDI, BDA, DIHK sowie dem Stifterverband für die Deutsche Wissenschaft und dem DAAD gegründet, um Führungsnachwuchskräfte für internationale Organisationen und später auch Unternehmen zu identifizieren, zu fördern und zu vernetzen. Hintergrund war die Rückkehr Deutschlands in die internationale Gemeinschaft und der damit einhergehende Bedarf an international geschultem Personal für die Europäischen Institutionen, die internationalen Organisationen und die sich zunehmend stärker weltweit engagierende deutsche Wirtschaft. Seit seinem zweiten Treffen in Bad Tönisstein firmiert der Gesprächskreis unter seinem heutigen Namen.
Heute sind folgende Institutionen im Tönissteiner Kuratorium vertreten:
- Deutscher Industrie- und Handelskammertag (DIHK)
- Bundesverband der Deutschen Industrie (BDI)
- Deutscher Akademischer Austauschdienst (DAAD)
- Stifterverband für die Deutsche Wissenschaft
- Stiftung der Deutschen Wirtschaft (sdw)
- DAAD-Freundeskreis
- Studienstiftung des deutschen Volkes
- Tönissteiner Kreis

Um das Jahr 2000 wandelte sich der Tönissteiner Kreis im Rahmen einer gewünschten Professionalisierung in einen gemeinnützigen eingetragenen Verein um.

## Mitglieder und Aktivitäten
Heute zählt der Kreis über 800 Mitglieder, die sich auf verschiedenen Ebenen im Kreis ehrenamtlich engagieren, um „deutsche Führungsnachwuchskräfte zu fördern und mehr Internationalität in Deutschland einzufordern“. Der Tönissteiner Kreis finanziert sich durch die Mitgliedsbeiträge seiner Mitglieder.
Ein jährlich wechselndes Jahresthema mit internationalem Schwerpunkt strukturiert die Programmarbeit des Tönissteiner Kreises.
Das „Studierendenforum im Tönissteiner Kreis“ fördert seit seiner Gründung 1999 als eigenständiger e. V. „Nachwuchs für internationale Aufgaben“.
Das „Schülerkolleg International“ bietet Schülern seit 2009 Beratung und Unterstützung für internationale Studien- und Berufswege möglichst noch vor Schulabschluss.

## Aufnahmekriterien
Neben juristischen Personen des öffentlichen oder privaten Rechts und sonstigen Personenvereinigungen können natürliche Personen Mitglied werden, die „durch ihren Werdegang Qualifikation für international ausgerichtete Aufgaben erworben haben [sollen].“ Dazu finden jährlich zweitägige Aufnahmekolloquien statt.